# Jeju World Cup Stadium
Jeju World Cup Stadium (hangul: 제주월드컵경기장) är en fotbollsarena i Seogwipo på ön Jeju i Sydkorea. Arenan är hemmaplan för Jeju United FC i K League Classic och den tar 35 657 åskådare.
Arenan började byggas år 1999 för Fotbolls-VM 2002. Den invigdes den 9 december 2001 och användes för tre matcher under VM året därpå, varav två i gruppspelet och en åttondelsfinal. Under turneringen hade arenan en kapacitet på 42 256 men nästan 7 000 platser avmonterades 2003. År 2006 flyttade fotbollsklubben Bucheon SK från Bucheon Stadium i Bucheon till Jeju och tog Jeju World Cup Stadium som sin nya hemmaarena under nya klubbnamnet Jeju United.

## VM-matcher
Foljande matcher spelades på arenan under världsmästerskapet i fotboll 2002.
| Datum        | Lag       | Lag      | Resultat | Omgång         |
| ------------ | --------- | -------- | -------- | -------------- |
| 8 juni 2002  | Brasilien | Kina     | 4–0      | Grupp C        |
| 12 juni 2002 | Slovenien | Paraguay | 1–3      | Grupp B        |
| 15 juni 2002 | Tyskland  | Paraguay | 1–0      | Åttondelsfinal |